# Liechtenstein nos Jogos Olímpicos de Inverno de 1980
Liechtenstein participou dos Jogos Olímpicos de Inverno de 1980 na vila de Lake Placid, Condado de Essex nos Estados Unidos. Nesta edição, o país conseguiu suas primeiras medalhas de ouro em Jogos Olímpicos de Inverno, sendo ambas no esqui alpino ganhas por Hanni Wenzel, que também ganhou uma de prata no mesmo esporte.

## Medalistas

### Ouro
- Hanni Wenzel — Esqui alpino, slalom feminino
- Hanni Wenzel — Esqui alpino, slalom gigante feminino

### Prata
- Andreas Wenzel — Esqui alpino, slalom gigante masculino
- Hanni Wenzel — Esqui alpino, downhill feminino